# Samea figuralis
Samea figuralis là một loài bướm đêm trong họ Crambidae.